# Erik Eriksen
Erik Eriksen (20 de Novembro de 1902 - 7 de Outubro de 1972) foi um político da Dinamarca. Ocupou o cargo de primeiro-ministro da Dinamarca.